# Euphorbia didiereoides
Euphorbia didiereoides ist eine Pflanzenart aus der Gattung Wolfsmilch (Euphorbia) in der Familie der Wolfsmilchgewächse (Euphorbiaceae).

## Beschreibung
Die sukkulente Euphorbia didiereoides bildet vieltriebige Sträucher bis 2,5 Meter Höhe aus. Die aus Basis erscheinenden Triebe stehen aufrecht und erreichen Durchmesser von 15 Zentimeter. Zur Triebspitze hin verjüngen sie sich auf 3 Zentimeter. Sie sind nur wenig verzweigt, bilden aber etliche Seitentriebe aus. Die nahezu sitzenden Blätter sind lanzettlich geformt und werden 2,5 Zentimeter lang und 1,5 Zentimeter breit. Die Blattränder sind rot gefärbt und die Blattunterseite ist dicht mit Haaren besetzt. Die langen Nebenblattdornen sind an der Basis verdickt und stehen dort gruppiert mit weiteren kürzeren Dornen.
Der Blütenstand besteht aus Cymen, die an der Spitze der Triebe erscheinen. Die Blütenstandstiele werden bis 15 Zentimeter lang und sind fünffach oder mehrfach verzweigt in sehr dichte Köpfchen. Die aufrechten Cyathophyllen hüllen das Cyathium ein. Sie sind behaart und gelb oder orange gefärbt. Das Cyathium erreicht einen Durchmesser von 3 Millimeter. Die eiförmigen Nektardrüsen sind gelb gefärbt. Die 5 Millimeter große Frucht ist dunkelrot gefärbt und mit Haaren besetzt.

## Verbreitung und Systematik
Euphorbia didiereoides ist endemisch im Zentrum und im Südwesten von Madagaskar in Höhenlagen von 700 Meter verbreitet.
Die Art steht auf der Roten Liste der IUCN und gilt als stark gefährdet (Endangered).
Die erste Erwähnung des Artnamens erfolgte 1923 durch Marcel Denis im Herbarium von Perrier de la Bâthie. Die eigentliche Erstbeschreibung der Art erfolgte 1934 durch Jacques Désiré Leandri.